# Тива (спътник)
Вижте пояснителната страница за други значения на Тива.
Тива е четвъртият по отдалеченост естествен спътник на Юпитер. Открит е на 5 март 1979 г., като му е дадено предварително означение S/1979 J 2. Бил е намерен на снимки, заснети на 27 февруари 1979 г. През 1983 г. е кръстен на нимфата от древногръцката митология Тива, дъщеря на Азоп. Като алтернатива се използва Юпитер 14.
Тива е най-външния член на групата на Амалтея.
На повърхността на спътника се намират поне 3 или 4 големи кратера, сравними с диаметъра на спътника, но като цяло липсва подробна информация за него.

## Външни прерпатки
- ((en)) Снимки на Тива Архив на оригинала от 2005-05-11 в Wayback Machine.